# VC Goirle
VC Goirle was een volleybalvereniging uit Goirle.

## Beschrijving
De vereniging werd opgericht op 19 mei 1972 en ontstond door een fusie van twee Goirlese volleybalverenigingen; Favorita (vanaf 1957) en Niegovoc (vanaf 1967). Tussen augustus 2010 en augustus 2013 was RedKey European Services hoofdsponsor van de volleybalclub en is de verenigingsnaam tijdelijk gewijzigd geweest naar RedKey Goirle. Op 7 maart 2022 werd de vereniging opgeheven.

## Teams
In het seizoen 2018-2019 kwam VC Goirle in de officiële NeVoBo-competitie uit met 1 herenteam (2e klasse), 1 damesteam (3e klasse) in combinatie met VC Dunamis, 1 meisjes A, B en C, 1 Jongens B en C en een gezonde CMV afdeling.
In het seizoen 2011-2012 kwam RedKey Goirle in de officiële Nevobo-competitie uit met 3 herenteams, 2 damesteam en had daarnaast meerdere jeugdteams verspreid over verschillende leeftijdsklassen. Ook was er een groep recreanten actief. Het eerste herenteam speelde 1ste divisie, de dames promotieklasse onder leiding van trainer Guust van de Steen en coach Miel Blok. Het eerste herenteam stond onder leiding van trainer/coach Mark Schregardus.
In het seizoen 2010-2011 kwam RedKey Goirle in de officiële Nevobo-competitie uit met 4 herenteams, 1 damesteam en had daarnaast meerdere jeugdteams verspreid over verschillende leeftijdsklassen, en er was een groep recreanten actief. Het eerste herenteam speelde 2de divisie, de dames promotieklasse onder leiding van trainer/coach Remco Borrani. Het eerste herenteam stond onder leiding van trainer/coach Peter Boogaard.

## Resultaten VC Goirle Heren 1
| seizoen   | klasse        | resultaat |
| --------- | ------------- | --------- |
| 2011/2012 | 1e divisie B  |           |
| 2010/2011 | 2de divisie C | 1ste      |
| 2009/2010 | 2de divisie C | 6de       |
| 2008/2009 | 2de divisie C | 3de       |
| 2007/2008 | 2de divisie C | 2de       |
| 2006/2007 | 2de divisie D | 7de       |
| 2005/2006 | 2de divisie C | 9de       |
| 2004/2005 | 3de divisie   | 1ste      |